# S.E.U.I.S.
S.E.U.I.S. (Shoot 'Em Up In Space) est un jeu vidéo de stratégie et d'arcade créé par John Lyon et publié par Strategic Simulations dans la gamme RapidFire en 1982 sur Apple II. Le jeu combine des éléments de jeu de stratégie et de jeu d'arcade. Sur une carte stratégique représentant un secteur d’une galaxie, les joueurs déplacent des escadrons de vaisseaux spatiaux avec pour objectif de détruire la flotte ennemie ou de capturer tous ses centres production. Ces derniers permettent au joueur qui les contrôle d'obtenir des ressources qui peuvent ensuite être utilisées pour acheter de nouveaux escadrons. Lorsque deux escadrons ennemis se rencontrent, le jeu bascule dans une phase de combats qui se déroulent comme dans un shoot 'em up. À sa sortie, il est bien accueilli par les magazines Computer Gaming World et Electronic Games qui saluent respectivement sa combinaison réussie entre  stratégie et arcade et les graphismes « magnifiques » de sa carte stratégique. Le journaliste de The Space Gamer est en revanche plus critique et le considère comme le moins bon des quatre premiers titres de la gamme RapidFire. Bien qu'il estime que son idée de départ est bonne, il juge en effet qu'il n'apporte rien de vraiment nouveau et que le résultat n'est pas à la hauteur d'autres jeux des genres dont il s'inspire. 

## Trame
S.E.U.I.S. prend place dans un univers de science-fiction au XXIVe siècle. Il relate les affrontements pour le contrôle d'un secteur de la galaxie, baptisé Ozgortian. Le conflit rappelle celui qui oppose, dans la galaxie d'Andromède, les royaumes de Northwold et de Far Reaches et qui est raconté dans le précédent jeu développé par John Lyon, The Shattered Alliance.

## Système de jeu
S.E.U.I.S. est un jeu vidéo qui combine des éléments de jeu de stratégie et de jeu d'arcade. Sur une carte stratégique représentant un secteur d’une galaxie, les joueurs déplacent des escadrons de vaisseaux spatiaux avec pour objectif de détruire la flotte ennemie ou de capturer tous ses centres production. Lorsque deux escadrons ennemis se rencontrent, le jeu bascule dans une phase de combats qui se déroulent comme dans un jeu d’arcade. Une partie peut opposer deux joueurs, un joueur contre l'ordinateur ou deux joueurs contrôlés par l'ordinateur. Les joueurs contrôles leurs escadrons à l'aide d'un paddle. Quatre niveaux de difficultés sont disponibles, de débutant à champion. Le jeu propose également six cartes stratégiques différentes. Trois d’entre-elles sont utilisées dans les scénarios prédéfinis du jeu. Les trois autres sont destinées à la création de scénarios personnalisés.

### Phase stratégique
Sur la carte stratégique, les joueurs déplacent des escadrons de vaisseaux afin de capturer des étoiles et de détruire la flotte adverses. Au début d’une partie, chaque joueur contrôle un certain nombre d’étoiles. Ils peuvent ensuite en capturer de nouvelles en y envoyant un escadron de vaisseau. La possession de chaque étoile est affichée par un code couleur et quand l’une d’elles est capturée, elle change de couleur. Cinq types d’étoiles sont représentés dans le jeu. Les plus grandes, comme les étoiles majeures et mineures, correspondent à des centres de production et permettent au joueur qui les contrôle d’obtenir des ressources à intervalle régulier, sous la forme de points de production. Lorsque le total de ses points de production atteint certains paliers, le joueur peut acheter de nouveaux escadrons de vaisseaux, qui apparaissent aléatoirement près d’un centre de production. Les flottes des joueurs peuvent être composées de trois types d’escadrons – léger, moyen et lourd, qui sont représentés individuellement sur la carte par des symboles différents. La composition de chaque escadron peut cependant variée et les joueurs ne savent donc pas exactement ce que contiennent les escadrons ennemis. Un escadron léger peut en effet être composés de différents types de chasseurs, un escadron lourd de différents types de croiseurs et un escadron moyen d’un mixtes de chasseurs et de croiseurs. Les chasseurs sont les vaisseaux les plus rapides alors que les croiseurs sont lents, mais plus puissant. Trois types de chasseurs et trois types de croiseurs sont disponibles dans le jeu. Le jeu propose des compositions d’escadrons standards mais le joueur peut également les personnaliser. 

### Phase d'arcade
Lorsque deux escadrons ennemis se rencontrent, le jeu bascule dans une phase de combat. Dans un premier temps, les joueurs doivent distribuée l’énergie de chacun de leurs vaisseaux entre leurs différents systèmes : armements, boucliers et cadence de tir. Les joueurs peuvent ensuite choisir deux méthodes pour résoudre le combat. Dans la première, chaque joueur désigne un champion dont l’affrontement contre le champion adverse décide de l’issue du combat. Dans le second, l’ensemble des vaisseaux des deux escadrons s’affrontent. Le joueur ne contrôle néanmoins qu’un seul de ses vaisseaux, les autres étant gérer par l’ordinateur. Les combats en eux-mêmes se déroulent comme dans un shoot 'em up : le joueur déplace son vaisseau et tir des laser ou des missiles pour tenter de détruire le ou les vaisseaux adverses.

## Publication
Développé par John Lyon, le jeu est publié par Strategic Simulations en 1982 sur Apple II,. Avec Cytron Masters, Galactic Gladiators et The Cosmic Balance, il fait partie des premiers titres disponibles dans la gamme RapidFire, inaugurée par Strategic Simulations en 1982 avec pour objectif de toucher un public plus large qu'avec les wargames plus sérieux et plus lent jusque-là publiés par le studio,.

## Accueil
À sa sortie, S.E.U.I.S. est salué par le journaliste Dick Richard du magazine Computer Gaming World. Celui-ci estime en effet qu’il évite les erreurs des autres jeux essayant de combiner stratégie et arcade, dont la phase stratégique est souvent trop simple et la phase arcade trop lente. D’après lui, la phase stratégique de S.E.U.I.S.  pourrait en effet être considérée comme un jeu à part entière, avec un système de combat similaire à celui de The Shattered Alliance, et son mode arcade est aussi difficile que la plupart des jeux d’arcades spatiales. Il conclut donc le résultat très convaincant et ajoute qu’avec ses nombreuses options, il reste intéressant sur le long terme. Le journaliste Neil Shapiro, du magazine Electronic Games, considère également le jeu comme une réussite. Il salue en particulier les graphismes de sa carte stratégique, qu’il juge « magnifique » et qui d’après lui, donne plus le sentiment d’être dans l’espace que n’importe quel autre jeu. Il estime finalement que le jeu n’a que deux défauts, son background et la répétitivité des combats dans les parties contre l’ordinateur, et conclut qu’il représente un tournant dans l’évolution des wargames sur ordinateur. Dans un article consacré à la gamme RapidFire, Chris Smith du magazine The Space Gamer, est beaucoup plus critique. Il estime en effet que si le jeu se serait démarquer dans une autre gamme, il est le moins bon des quatre premiers jeux disponibles dans la gamme RapidFire. Il explique notamment que si l’idée de combiner stratégie et arcade est bonne, le résultat n’est pas à la hauteur. Il juge en effet que le jeu est trop simple, trop ordinaire, qu’il n’apporte rien de nouveau et qu’aussi bien en matière de stratégie que d’arcade, il existe déjà de meilleurs jeux.